# Onthophagus quadricuspis
Onthophagus quadricuspis là một loài bọ cánh cứng trong họ Bọ hung (Scarabaeidae).